# Ульріх Бейєр
Ульріх Бейєр (нім. Ulrich Beyer; 23 липня 1947 — 20 жовтня 1988) — німецький боксер, що виступав за збірну НДР. Чемпіон Європи, призер чемпіонатів світу і Європи з боксу у першій напівсередній та напівсередній вазі.

## Життєпис
Народився в місті Темплін, нині — район Уккермарк землі Бранденбург, Німеччина.
Займатися боксом розпочав у підлітковому віці. З 1965 року став регулярно залучатися до юнацької збірної НДР на міжнародних боксерських змаганнях. У 1968 році вперше взяв участь у дорослому чемпіонаті НДР і відразу дістався фіналу змагань, де поступився. Наступного року він став третім, а ще за рік — знову другим. Починаючи з 1971 року протягом семи років поспіль ставав чемпіоном країни у вазі до 63,5 кг.
Двічі брав участь в літніх Олімпійських іграх, проте значних досягнень не мав: у 1972 році вже в першому ж колі поступився майбутньому олімпійському чемпіонові Рею Сілсу (США); у 1976 році дістався чвертьфіналу, де поступився знову ж таки майбутньому олімпійському чемпіонові Рею Леонарду (США).
Учасник І чемпіонату світу з боксу 1974 року в Гавані (Куба). Дістався півфіналу змагань, де поступився майбутньому чемпіонові світу Аюбу Калуле (Уганда), задовільнившись бронзовою медаллю.
У фіналі чемпіонату Європи з боксу 1971 року в Мадриді (Іспанія) переміг Калістрата Куцова (Румунія), виборовши титул чемпіона Європи. На наступних європейських першостях двічі поспіль доходив до півфіналу, де поступався майбутнім чемпіонам: у 1973 році в Белграді (СФРЮ) — Маріяну Бенешу (СФРЮ), у 1975 році в м. Катовиці (Польща) — Валерію Лімасову (СРСР). На чемпіонаті Європи 1977 року в Галле (НДР) дістався фіналу, де несподівано поступився Богдану Гайді (Польща).
Після закінчення спортивної кар'єри у 1977 році, деякий час перебував на тренерській роботі. Зокрема, у 1980-х роках допомагав Манфреду Вольке у підготовці Генрі Маске.